# کن بورک ایر
کن بورک ایر (به انگلیسی: Kenn Borek Air) یک شرکت هواپیمایی با کد یاتا 4K است که در ۱۹۷۰ میلادی تأسیس شده‌است. دفتر مرکزی کن بورک ایر در کلگری واقع شده‌است و قطب این شرکت هواپیمایی در فرودگاه بین‌المللی کالگری قرار دارد.